# Токмансай (станция)
Токмансай (каз. Тоқмансай) — станция в Алгинском районе Актюбинской области Казахстана. Входит в состав Токмансайского сельского округа. Код КАТО — 153251400.

## Население
В 1999 году население станции составляло 202 человека (90 мужчин и 112 женщин). По данным переписи 2009 года, в населённом пункте проживало 185 человек (97 мужчин и 88 женщин).